# Liste der Bündnisobleute des Bündnisses Zukunft Österreich
Diese Liste der Bündnisobleute des BZÖ listet alle Parteiobleute des BZÖ auf Bundes- und Länderebene auf. Die Landesobleute werden in der Regel als Landesobmänner oder Landesobfrauen bezeichnet. In Kärnten, Salzburg, Tirol und Vorarlberg tragen die Parteiobleute die Bezeichnung Landesparteiobmann oder Landesparteiobfrau. Der Obmann bzw. die Obfrau der Bundespartei wurde meist als Bündnisobmann bzw. Bündnisobfrau bezeichnet, abweichende Bezeichnungen (etwa „Bundesobfrau“) kamen auch in Aussendungen der Partei vor.

## Bundesebene
Nach dem Tod von Jörg Haider wurde am 12. Oktober 2008 Stefan Petzner zu dessen Nachfolger designiert. Petzner geriet jedoch nach äußerst emotionalen Medienauftritten, in denen er ausführlich über seine private Beziehung zu Haider sprach, in die parteiinterne Kritik. Am 19. November trat Petzner in der Folge von seiner Funktion als geschäftsführender Bündnisobmann zurück und übergab das Amt an Herbert Scheibner, wobei Petzner von einem „freiwilligen Wechsel“ sprach. Scheibner sah sich selbst nur als „Übergangslösung“ und kandidierte am folgenden Parteitag nicht für das Amt des Bündnisobmanns. Beim Bundesparteitag des BZÖ am 26. April 2009 in Linz wurde Klubobmann Josef Bucher zum Bundesparteiobmann gewählt. Nach seinem Rücktritt Anfang Oktober 2013 wurde Gerald Grosz zum Nachfolger gewählt, der das Amt nach seinem Ausscheiden aus der Politik an Johanna Trodt-Limpl übergab. Nach ihrem Ausscheiden aus der Politik wurde das Amt nicht nachbesetzt. Als Vorsitzender der Kärntner Landespartei folgte ihr der Grafensteiner Gemeinderat Helmut Nikel. Seit der Auflösung des BZÖ Wien im Juli 2019 bildet die Kärntner Landesorganisation den verbliebenen Rest der Partei.
- Jörg Haider (17. April 2005 – 23. Juni 2006)
- Peter Westenthaler (23. Juni 2006 – 30. August 2008)
- Jörg Haider (30. August 2008 – 11. Oktober 2008)
- Stefan Petzner (12. Oktober 2008 – 19. November 2008)
- Herbert Scheibner (19. November 2008 – 26. April 2009 geschäftsführender Parteichef)
- Josef Bucher (26. April 2009 – 2. Oktober 2013)
- Gerald Grosz (19. Oktober 2013 – 30. März 2015)
- Johanna Trodt-Limpl (30. März 2015 – 3. Juni 2017)
- Helmut Nikel (seit 3. Juni 2017 in Kärnten)

## Landesebene

### Burgenland
- Karl Schweitzer (2006 – 2008)
- Jörg Steiner (ab 3. Juli 2008 – Juli 2012)
- Dieter Herist (Juli 2012 – 2013)

### Kärnten
- Jörg Haider (25. November 2005 – 11. Oktober 2008)
- Uwe Scheuch (15. November 2008 – 16. Dezember 2009)[5]
- Josef Bucher (30. Januar 2010 – 2. Oktober 2013, zugleich Bundesparteiobmann, Neugründung der BZÖ-Landesgruppe)[6]
  - Stefan Petzner (geschäftsführend, 30. Januar 2010 – 25. März 2011)
  - Sigisbert Dolinschek (geschäftsführend, 25. März 2011 – Oktober 2013)
- Johanna Trodt-Limpl (30. November 2013 – 3. Juni 2017)[7]
- Helmut Nikel (seit 3. Juni 2017)[7]

### Niederösterreich
- Anton Wattaul (29. Jänner 2006 – 18. Juli 2006)
- Peter Staudigl (24. November 2007, am 11. März 2008 zurückgetreten)
- Christine Döttelmayer[8] (am 25. Februar 2009 Amt zurückgelegt)[9]
- Ewald Stadler (3. April 2009 – 3. Oktober 2013)[10]
- Dominik Lutz (seit 7. Dezember 2013)[11]

### Oberösterreich
- Ursula Haubner (26. November 2005 – Jänner 2017)
- Siegfried Berlinger (seit Jänner 2017)

### Salzburg
Das BZÖ Salzburg wurde am 18. März 2007 gegründet und von Eduard Mainoni als Landesobmann geführt. Am 30. Juni 2007 trat er von seiner Funktion als Landesobmann zurück und wurde interimistisch durch seinen Stellvertreter Robert Stark ersetzt. Dieser führte die Geschäfte in der Folge als geschäftsführender Landesobmann. Am 22. November 2008 wurde Stark schließlich mit 100 Prozent der Stimmen offiziell zum Landesobmann des BZÖ Salzburg gewählt.
- Eduard Mainoni (18. März 2006 – 30. Juni 2007)
- Robert Stark (ab 22. November 2008)

### Steiermark
- Gerald Grosz (5. Juni 2005 – 4. Dezember 2012)
- Martina Schenk (4. Dezember 2012 – 15. März 2013)

### Tirol
- Hans Jörg Stock (31. März 2006 – April 2008)
- Marina Steixner[15]
- Gerhard Huber (ab 19. April 2009 – Jänner 2014)[16]
- Hans Jörg Stock (ab Jänner 2014 – Dezember 2020)

### Vorarlberg
- Arno Eccher (März 2006 – Dezember 2007)[17]
- Christoph Hagen (Mai 2009 – Oktober 2012)[18]
- Manfred Dorn (ab 13. Oktober 2012)

### Wien
- Günther Barnet (2005 – 8. Mai 2007)
- Michael Tscharnutter (2. Juni 2007 – 23. Juli 2015)
- Dietmar Schwingenschrot (23. Juli 2015 – 18. Juli 2019, dann Auflösung der Landespartei)